# Steinsøy
Steinsøy  est une petite île habitée de la commune de Stavanger, dans le comté de Rogaland en Norvège, dans la mer du nord.

## Description
L'île est rattachée à Hundvåg, un arrondissement de Stavanger.
Au nord se trouve l'île beaucoup plus grande de Hundvåg, qui est également habitée, à l'est, séparée d'Ormøy par le Steinsøyosen et la petite île de l'archipel de Dynamittskjeret. A l'ouest se trouvent les îles d'Engøy et Buøy. Juste à côté de la rive nord-ouest, se trouve la petite île de Steinsøyholmen, à laquelle mène un petit pont.
L'île s'étend sur 460 mètres du nord-ouest au sud-est avec une largeur maximale d'environ 240 mètres. Dans la partie nord, Steinsøy est construit, il y a aussi un petit port. La moitié sud de l'île est en partie boisée et tombe comme une côte escarpée jusqu'à la rive sud.
Dans le sud-est de l'île, il y a un site archéologique datant d'une colonie de l'âge de pierre.